# جشمة غري دلي غردو (مارغون)
جشمة غري دلي غردو (بالفارسية: چشمه گری دلی گردو) هي قرية تقع في إيران في قسم مارغون الريفي. يقدر عدد سكانها بـ 15 نسمة بحسب إحصاء 2016.